# Boden-Matt
|   | a | b | c | d | e | f | g | h |   |
| 8 |   |   |   |   |   |   |   |   | 8 |
| 7 |   |   |   |   |   |   |   |   | 7 |
| 6 |   |   |   |   |   |   |   |   | 6 |
| 5 |   |   |   |   |   |   |   |   | 5 |
| 4 |   |   |   |   |   |   |   |   | 4 |
| 3 |   |   |   |   |   |   |   |   | 3 |
| 2 |   |   |   |   |   |   |   |   | 2 |
| 1 |   |   |   |   |   |   |   |   | 1 |
|   | a | b | c | d | e | f | g | h |   |

Das Boden-Matt ist eine spezielle Kombination im Schach, in welcher das Läuferpaar den König des Gegners nach einem Opfer der Dame mattsetzt. Ihren Namen erhielt diese Kombination von Samuel Boden, einem englischen Schachspieler des 19. Jahrhunderts. Im deutschen Sprachgebrauch werden für diese klassische Mattwendung auch andere Bezeichnungen benutzt (darunter Kreuzmatt).
Das Diagramm zeigt die Stellung aus einer Partie R. Schulder – S. Boden. Es folgte:
13. 0–0–0? d6–d5!
Mit der langen Rochade ignoriert Weiß die starke Position des Läufers f5. Dies erlaubt es Schwarz, auf taktischem Wege d6–d5 durchzusetzen, denn nach der Öffnung der Diagonale a3–f8 ist die Doppeldrohung d5xc4 und Df6xc3 nicht mehr zu parieren.
14. Lc4xd5? Df6xc3+!
Die gewaltsame Öffnung der Diagonale a3–c1 entscheidet sofort das Spiel.
15. b2xc3 Lf8–a3#
Eine der berühmtesten Partien mit dieser Mattkombination ist die Peruanische Unsterbliche.

## Geschichte
Dieses Mattbild ist nicht erst seit dieser Partie bekannt. Der Komponist und Musiker Robert Schumann notierte am Ende seines Leipziger Lebensbuchs insgesamt zehn Schachstellungen, von denen eine mit diesem Mattbild (allerdings ohne vorherige Linienöffnung) endet.